# Liéhon
Liéhon település Franciaországban, Moselle megyében. Lakosainak száma 131 fő (2022. január 1.). Liéhon Buchy, Chérisey, Goin, Pontoy, Silly-en-Saulnois és Vigny községekkel határos.

## Népesség
A település népességének változása:
| Lakosok száma | 83   | 118  | 123  | 124  | 107  | 108  | 114  | 123  | 129  | 131  |
|               | 1968 | 1982 | 1990 | 2006 | 2013 | 2015 | 2017 | 2019 | 2020 | 2022 |